# Grecja na Letniej Uniwersjadzie 2005
Grecję na Letniej Uniwersjadzie w Izmirze reprezentowało 153 zawodników. Grecy zdobyli cztery medale. 

## Medale

### Srebro
- Michail Mouroutsos - taekwondo, kategoria poniżej 67 kg
- Konstantinos Filippidis - lekkoatletyka, skok o tyczce

### Brąz
- Konstantinos Gkoltsios - taekwondo, kategoria poniżej 78 kg
- Dimitra Emmanouil - lekkoatletyka, skok o tyczce